# 静岡県富士見中学校・高等学校
静岡県富士見中学校・高等学校（しずおかけんふじみちゅうがっこう・こうとうがっこう）は、静岡県富士市平垣町に所在し中高一貫教育を提供する私立中学校・高等学校。
高等学校においては、中学校から入学した内部進学の生徒と高等学校から入学した外部進学の生徒との間では3年間別々のクラスを編成する併設型中高一貫校。設置者は学校法人富士学園。以下本項目では「富士見中学・高校」と称する。同名の中学校・同名の高等学校が複数存在するが相互に関連はない。

## 概要
略称は富士見中学・高校、富士見中高又は単に富士見。1927年（昭和2年）、資産家の服部仁平治が女子教育振興の為に私財より静岡県富士見女学校を開設、翌年度には高等女学校として認可され静岡県富士見高等女学校（富士見高女）を開校する。当初は質素倹約及び礼儀作法に基づく良妻賢母教育の実践のため、礼法を重視した女子高等普通教育を施した。また静岡県富士女子商業学校（富士女子商）の設置以降は高等女学校教育に合わせて商業教育を行うことをも目的とした。旧制期には師範学校進学者の人数が公立校を超える等、高い教育水準を維持していた。
戦後に富士女子商を廃しその設備を利用して新制高等学校の静岡県富士見高等学校（富士見高校）を設置する。新制教育開始の当初は新制高等学校教育に合わせて新制中学校教育を行うことをも学園の目的としていた。その後も社会情勢の変容に合わせて学科及びコースの新設、統合及び廃止を行い続けた。1994年(平成6年)には少子化による私学経営の難化に伴い及び平成新時代に適合する新教育実施の為一部過程において共学化の実施を開始した。今日においては全課程の共学化を完了し、引き続き教育方針に基づき建学の精神及び「至誠・創造」の校訓の下に心身ともに健全で礼節を尊び地域社会に貢献できる人材の育成を図っている。
普通科は国公立・私立大学を目指し、商業科は各種検定の資格取得を目標に挑戦を続けている。2003年(平成15年)以降、社会の需要に合わせて校風を改革するため、富士見高校躍進五ヵ年計画を開始した。 帝国大学、官立大学及びその他の難関国公立大学並びに上位私立大学の進学者を毎年度一定数確保する成果を上げている。
また体験学習としてオーストラリアの姉妹校グレイス・ルーザラン・カレッジ (en)との短期留学を通じ協調性や自立心を身につけ国際交流の輪を深めている。

### 建学の精神
富士見中学・高校の建学の精神は次の通りである。
- 礼節を尊び、地域に貢献できる有為な人材の育成

### 校訓
富士見中学・高校の校訓は次の通りである。
- 至誠・創造

この校訓の持つ詳細な意味は静岡県富士見中学校・高等学校 公式サイト （日本語）にて解説されている。
旧校訓は次の通りである。
- 研学力行
- 勤労と責任
- 和衷協同
- 貞淑優雅
- 礼儀尊重

#### 旧制諸学校の校訓
静岡県富士見高等女学校の校訓は次の通りである。
- 至誠一貫
- 勤勉力行
- 和衷協同
- 貞淑従順
- 報恩感謝

静岡県富士商業学校の校訓は次の通りである。
- 勤勉
- 礼儀
- 服従
- 滅私奉公
- 物資尊重

### 教育方針
富士見中学・高校の教育方針は次の通りである。
- 建学の精神「礼節を尊び、地域に貢献できる有為な人材の育成」に基づき、校訓「至誠・創造」の趣旨を体して、心身ともに健全で、心豊かな人間を育成すると共に、使命感と正しい判断力を持つ意欲旺盛な人間の育成に努める。

### 中高一貫制の教育区分
静岡県富士見中学校開校に伴う富士見中学・高校の教育区分は、前期2年間の発見期（中学校の第1学年及び第2学年）、中期2年間の充実期（中学校第3学年及び高等学校第1学年）及び後期2年間の実現期（高等学校の第2学年及び第3学年）の「2-2-2制」（寸胴型）である。

## 沿革

### 略歴
富士見中学・高校は1927年（昭和2年）に静岡県富士見女学校として開設された。翌年には静岡県富士見高等女学校 （富士見高女）の設置が認可され、静岡県富士郡加島村平垣22番地に開校する。その後旧学制下において静岡県富士高等実践女学校 （富士実践）、静岡県富士実務商業学校 (後に甲種商業学校に昇格し静岡県富士商業学校と改名。略称は富士商）を設置するも、太平洋戦争のために廃止、富士商の土地及び設備を引き継いで静岡県富士女子商業学校 （富士女子商）を設置する。戦時下においても英語の授業が継続された。
戦後には 学制改革によって、富士女子商を廃止し富士見高女を新制高等学校に再編し富士見高校が設置される。同時に中学校を併設した（静岡県富士見中学校）。この中学校は附属中学ではなく独立した学校として位置付けられたが、1970年に廃止された。しかし2014年4月1日に静岡県富士見中学校が復活し、事実上再開される。
富士女子商の廃止以来女子に対する専門的の商業教育は行われていなかったが、1952年に商業科の設置を見て、商業教育が復活した。
その後も社会情勢の変動に合わせて女子に高等普通教育及び専門教育を施してきたが、1994年より段階的に男女共学化を実施し、2000年には全課程が共学化された。
近年では、主として四年制大学進学者の増大を図るために施設の刷新や教育課程の見直し等、学習環境の再編成を行っている。
2023年4月に富士見中学校は来年度以降募集停止することになった。

### 年表
| 西暦   | 和暦   | 月日                                  | 沿革 |
| ------ | ------ | ------------------------------------- | --- |
| 1927   | 昭和2  | 4月1日                                | 静岡県富士見女学校を開設。教員13名、入学者33名。                                                                                       |
| 1928   | 昭和3  | 2月20日                               | 静岡県富士見高等女学校の設立を認可される。                                                                                             |
| 1928   | 昭和3  | 4月1日                                | 静岡県富士見高等女学校を開校、本科及び補習科を設置。                                                                                   |
| 1931年 | 昭和6  | 4月1日                                | 静岡県富士高等実践女学校を併設、本科及び専攻科を設置。                                                                                 |
| 1935   | 昭和10 | 4月                                   | 静岡県富士実務商業学校を設立。 |
| 1937   | 昭和12 | 3月23日                               | 財団法人静岡県富士商業学校の設立を認可される。                                                                                         |
| 1937   | 昭和12 | 4月1日                                | 静岡県富士実務商業学校、静岡県富士商業学校 (甲種商業学校)に昇格。                                                                      |
| 1944   | 昭和19 | 3月18日                               | 法人名を財団法人富士学園に改める。静岡県富士高等実践女学校及び静岡県富士商業学校の廃止並びに静岡県富士女子商業学校の設置を認可される。 |
| 1944   | 昭和19 | 4月                                   | 静岡県富士女子商業学校を開校、第一本科及び第二本科を設置。                                                                             |
| 1947   | 昭和22 | 4月1日                                | 静岡県富士女子商業学校の廃止を認可される。静岡県富士見中学校 (新制)の併設を認可され開校。                                              |
| 1948   | 昭和23 | 4月1日                                | 静岡県富士見高等学校 (新制)の設置を認可され開校、普通科及び家政科から成る本科並びに家庭科から成る別科を設置。                          |
| 1950   | 昭和25 | 12月7日                               | 私立学校法の施行により財団法人富士学園を 学校法人富士学園に組織変更。                                                                  |
| 1952   | 昭和27 | 4月1日                                | 商業科を設置。 |
| 1958   | 昭和33 | 5月                                   | 服部仁平治理事長、藍綬褒章を受章。 |
| 1963   | 昭和38 |                                       | 初の体育祭を開催。(但し運動会は以前にも開催されたことがある。)                                                                         |
| 1964   | 昭和39 | 10月10日                              | 東京オリンピックにて聖火ランナー伴走出場。                                                                                             |
| 1967   | 昭和42 | 4月                                   | 服部仁平治理事長、勲四等に叙せられ旭日小綬章を授けられる。                                                                             |
| 1970   | 昭和45 | 5月                                   | PTA再建、発足。 |
| 1970   | 昭和45 | 9月1日                                | 静岡県富士見中学校の廃止を認可される。同窓会発足。                                                                                     |
| 1971   | 昭和46 | 12月25日                              | 調理師養成施設として指定される。 |
| 1972   | 昭和47 | 4月1日                                | 調理科を設置。 |
| 1973   | 昭和48 | 10月                                  | 愛校の日を制定。 |
| 1977   | 昭和52 | 3月                                   | 創立者、服部仁平治元理事長卒去。 |
| 1979   | 昭和54 | 3月                                   | 運動場を公認工法により整備。 |
| 1986   | 昭和61 | 10月4日                               | 同窓会より服部仁平治先生像を寄贈され服部家、教員、生徒、同窓生、保護者及びその他の関係者により除幕式が行われる。                       |
| 1989   | 平成元 | 8月11日                               | 情報処理科の設置を認可。 |
| 1990   | 平成2  | 4月1日                                | 情報処理科を設置。 |
| 1992   | 平成4  | 4月                                   | グレイス・ルーザラン・カレッジ(オーストラリア)と姉妹校提携。                                                                           |
| 1994   | 平成6  | 4月1日                                | 普通科の一部及び情報処理科に於いて男女共学施行。家政科を生活文化科に名称変更。                                                         |
| 1996   | 平成8  | 4月1日                                | 普通科全体に男女共学を施行。 |
| 1997   | 平成9  | 4月1日                                | 新校訓(現行)を制定。 |
| 1998   | 平成10 | 4月1日                                | 男女共学化に伴い新校歌を制定。 |
| 1998   | 平成10 | 本年度より修学旅行を2年次実施とする。 | |
| 2000   | 平成12 | 3月26日                               | 情報処理科の廃止を認可される。 |
| 2000   | 平成12 | 4月1日                                | 商業科に於いて男女共学を施行、男女共学の完成。                                                                                         |
| 2002   | 平成14 | 3月31日                               | 生活文化科の廃止を認可される。 |
| 2003   | 平成15 | 4月1日                                | 富士見高校躍進五ヵ年計画策定。 |
| 2004   | 平成16 | 7月                                   | 杉山祥子選手のアテネオリンピック出場壮行会を開催。                                                                                     |
| 2007   | 平成19 | 9月10日                               | 夢を高める新5ヵ年計画委員会策定。 |
| 2008   | 平成20 | 3月                                   | 調理科の廃止を認可される。 |
| 2008   | 平成20 | 7月15日                               | 杉山祥子選手の北京オリンピック出場壮行会を開催。                                                                                       |
| 2012   | 平成24 |                                       | 平成24年度入試を最後に商業科の募集を停止。                                                                                             |
| 2014   | 平成26 | 4月1日                                | 静岡県富士見中学校が再び設置される。                                                                                                   |
| 2024   | 令和7  | 4月1日                                | 静岡県富士見中学校募集停止 |

### 教育課程の変遷

#### 学校
年号は西暦による。校名は全て「静岡県」を冠するのが正式であるが省略する。
| 設置年 | 廃止年 | 学校名称           | 備考                           |
| ------ | ------ | ------------------ | ------------------------------ |
| 1927   | 1928   | 富士見女学校       | 高等女学校に昇格。             |
| 1928   | 1948   | 富士見高等女学校   | 新制高等学校に改組。           |
| 1931   | 1944   | 富士高等実践女学校 |                                |
| 1935   | 1937   | 富士実務商業学校   | 甲種商業学校に昇格。           |
| 1937   | 1944   | 富士商業学校       | 設備は富士女子商業学校に移管。 |
| 1944   | 1947   | 富士女子商業学校   |                                |
| 1947   | 1970   | 富士見中学校       | 新制中学校。                   |
| 1948   | 現在   | 富士見高等学校     | 新制高等学校。                 |
| 2014   | 現在   | 富士見中学校       | 新制中学校が復活。             |

#### 高等学校の学科又は課程
年号は西暦による。新制富士見高等学校のもののみ。
| 設置年 | 廃止年 | 課程名称                  | 備考                         |
| ------ | ------ | ------------------------- | ---------------------------- |
| 1948   | 現在   | 普通科                    |                              |
| 1948   | 1994   | 家政科                    | 生活文化科に改名。           |
| 1948   | 1954   | 家庭科                    |                              |
| 1952   | 2014   | 商業科                    |                              |
| 1972   | 2008   | 調理科                    |                              |
| 1972   | 1990   | 普通科普通コース          | 普通科進学コースに改名       |
| 1972   | 1979   | 普通科文理コース          |                              |
| 1972   | 1981   | 普通科保育コース          |                              |
| 1972   | 1990   | 商業科商業コース          | 商業科流通経済コースに改名。 |
| 1972   | 1990   | 商業科事務コース          | 商業科OA事務コースに改名。   |
| 1990   | 2000   | 情報処理科                |                              |
| 1990   | 2001   | 普通科特別進学コース      | I類及びII類に分割。          |
| 1990   | 現在   | 普通科進学コース          |                              |
| 1990   | 2001   | 商業科流通経済コース      | 商業科ビジネスコースに改名。 |
| 1990   | 2002   | 商業科OA事務コース        | 商業科事務コースに復称。     |
| 1994   | 2002   | 生活文化科                |                              |
| 2000   | 2008   | 普通科福祉コース          |                              |
| 2001   | 2014   | 商業科ビジネスコース      | 募集停止                     |
| 2001   | 現在   | 普通科特別進学コースI類   |                              |
| 2001   | 現在   | 普通科特別進学コースII類  |                              |
| 2002   | 2014   | 商業科事務コース          | 募集停止                     |
| 2017   | 現在   | 普通科特別進学コースIII類 | 内進生コース                 |

### 富士見高校躍進五ヵ年計画
2002年(平成14年)、
- 生徒の「行きたい学校」
- 保護者の「行かせたい学校」
- 生徒が「誇りを持つ学校」

以上の三項目を目標とし学校生活全般に亘る改革が図られた。その内容は教員業務の改革を行い、並びに各学科の特性を明らめ、授業時間を確保し、文武両道を実現し及び設備を充実するというものであった。五ヵ年計画の実施期間中、国公立大学合格者が飛躍的に増大し帝国大学を始めとする難関大学の合格者をも輩出し、計画は大きな成果を挙げた。
五ヵ年計画の満期終了となる2007年には継続して「夢を高める新5ヵ年計画」が策定され今後の方向性を明らかなものとした。

## 基礎情報

### 所在地・交通
- 静岡県富士市平垣町1-1
- JR東海道本線及び身延線富士駅北口より徒歩約7分の地に位置する。
- 身延線柚木駅北口より徒歩約10分の地に位置する。

### 象徴

#### 校章
- 富士見中学・高校の校章は、富士山を図案化し中央に「高」の一字を入れたもの。

#### 校歌
富士見中学・高校は歴史的経緯により2つの校歌を有する。
- 第一校歌は表題を「1000日の青春」と称し、1998年、共学化に伴い制定された。麻生香太郎の作詞、小六禮次郎の作曲に依る。
- 第二校歌は富士見高女以来歌い継がれたもので、教員の作詞らしいという他は不明である。曲は第七高等学校造士館の寮歌、北辰斜にを借用したものである。本は高女の校歌であり、女子教育を前提とした歌詞であったため共学化に伴い第二校歌とされた。

他に併設されていた諸学校も独自の校歌を有していた。

#### その他
富士見高女の校地（現富士市交流プラザ） （日本語）の敷地)内には楊梅の樹が有り、富士見高女時代には生徒から親しまれていた。旧校地が市有地となるとこの楊梅は伐られ根株のみ残されたが、後には根株も撤去された。

#### 制服
- 男女ともブレザーを着用。
- 冬服、夏服の他に合服(略装)が存在する。

## 学校行事
- 4月 - 入学式、対面式、1年次宿泊研修。
- 6月 - 富士見祭（文化の部及び体育の部）、中学生学校見学会。
- 7月 -前期生徒総会、芸術鑑賞教室。
- 9月 - 吹奏楽部定期演奏会、2年次修学旅行、1年次球技大会。
- 10月- 球技大会、中学生一日体験入学、3年次遠足
- 12月- 吹奏楽部フレンドリーコンサート、入試相談会。
- 1月 - かるた大会。
- 2月 - 入学生選抜試験、マラソン大会、同窓会入会式。
- 3月 - 卒業式。

### 学園祭
富士見中学・高校の学園祭はこれを「富士見祭」と称する。

## 部活動
2012年現在で存在する部活動は左の通りである。排列は五十音順による。

### 文化部
- 英会話
- 演劇
- 音楽
- 華道
- 競技かるた
- 茶道
- 写真
- 手芸
- 珠算
- 将棋
- 情報処理
- 書道
- 吹奏楽
- 数学研究
- 生物
- 箏曲
- 俳句
- パソコン
- バトントワリング(女子のみ)
- 美術
- 放送
- 簿記

吹奏楽部が日中交流を行い、情報処理部も好成績を収める等、文化部の活動も顕著である。

### 運動部
- アーチェリー
- 空手道
- 水泳
- ソフトテニス
- 卓球
- バスケットボール
- バドミントン
- ハンドボール
- 陸上競技
- サッカー(男子のみ)
- バレーボール
- ソフトボール(女子のみ)
- 剣道部

伝統的に女子バレーボール部は強豪である。

### 同好会
- アニメーション
- 映画研究会
- 歴史研究会
- JRC

### 廃止諸学校の部活動
男子校であった嘗ての富士商には野球部や相撲部なども設けられていた。富士商野球部は山静大会で準優勝の成績を連続で残したものの戦争の為に存続することを得られなかった。野球部はその後富士商自体の廃止を見、男女共学の完成した今日に至るまで再建されていない。

## 同窓会及び関係者

### 同窓会
- 富士見中学・高校の同窓会はこれを「富士見会」と称する。

### 著名な中学・高校関係者
排列は五十音順による。

#### 法人職員及び教職員
- 服部仁平治 - 創設者、初代理事長及び第4代校長。教育者。
- 山川斌 - 第4代理事長。第7、8、9及び11代富士宮市長
- 吉井幸太 - 初代校長。陸軍少将。
- 吉江石之助 - 第2代校長。陸軍中将。吉江誠一の父。

#### 卒業生
- 神尾直子 - スーツアクトレス、ジャパンアクションエンタープライズ所属。
- 杉山祥子 - 元バレーボール選手。北京オリンピック日本代表。
- 伊藤麻緒 - バレーボール選手、ヴィクトリーナ姫路所属。
- 畑葵 - バレーボール選手、KUROBEアクアフェアリーズ富山所属。